# Glenn Cunningham
Pour les articles homonymes, voir Cunningham.
Glenn Vernice Cunningham  (né le 4 août 1909 à Elkhart et mort le 10 mars 1988 à Menifee) est un athlète américain, spécialiste des courses de demi-fond. 

## Carrière
En 1917, après un incendie dans une école, le petit Glenn, 8 ans, subit de très graves brûlures aux jambes. transporté aux urgences, les médecins pensent qu'ils ne remarchera jamais et veulent l'amputer, mais devant le désespoir de l'enfant, ses parents refusent. Après un dur combat de rééducation, à 27 ans, Glenn Cunningham remportera la médaille d'argent du 1500 mètres aux Jeux Olympiques de Berlin.
Vainqueur des Championnats NCAA en 1932, il remporte à trois reprises les Championnats de l'Amateur Athletic Union (sur 1 500 m en 1932 et 1933 et sur 800 m en 1933). Il participe aux Jeux olympiques de 1936, à Berlin, où il décroche la médaille d'argent du 1 500 mètres derrière le Néo-Zélandais Jack Lovelock.
Glenn Cunningham établit trois records du monde dans sa carrière : deux sur le Mile en 1934 (4 min 06 s 8) et 1938 (4 min 04 s 4), et sur 800 m en 1936 (1 min 49 s 7).
Il reçoit le James E. Sullivan Award de l'athlète amateur de l'année en 1933 et est élu au Temple de la renommée de l'athlétisme des États-Unis à sa création en 1974.

### Palmarès
| Date | Compétition     | Lieu        | Résultat | Épreuve |
| ---- | --------------- | ----------- | -------- | ------- |
| 1932 | Jeux olympiques | Los Angeles | 4e       | 1 500 m |
| 1936 | Jeux olympiques | Berlin      | 2e       | 1 500 m |

### Records
| Épreuve | Performance  | Lieu | Date |
| ------- | ------------ | ---- | ---- |
| 800 m   | 1 min 49 s 7 |      |      |
| 1 500 m | 3 min 48 s 2 |      | 1940 |
| Mile    | 4 min 04 s 4 |      |      |